# Suricată
Suricata (mangusta cu 4 degete) (denumirea științifică Suricata suricatta) este un mamifer mic și un membru al familiei mangustelor. Ea trăiește peste tot în Deșertul Kalahari, în Botswana și în Africa de Sud. Un grup de suricate este numit „gloată”, „ceată” sau „colonie”. O colonie de suricate de obicei conține în jur de 30 de suricate, dar unele familii mai mari au avut 30 sau mai mulți membri. Suricatele au media de viață în jur de 10 ani. Ele au o greutate de la 620 grame la 1 kilogram și lungime de 24-35cm.

## Numele
„Suricată” este un cuvânt împrumutat din franceză, suricate. Numele de „meerkat” (din engleză) provine din olandeză dar dintr-o greșeală a sensului. Cuvântul olandez meerkat și cel german Meerkatze se referă la „guenon”, o maimuță din genul Cercopithecus. Cuvântul „meerkat” este pentru olandezul „pisică de lac”, dar suricata nu este în familia pisicilor, și nici suricatele și nici guenonii nu sunt atrase de lacuri; cuvântul probabil a apărut ca urmare a unei adaptări a cuvântului derivat din sanscrită markața मर्कट = maimuță.
Conform credinței populare africane (în special în Zambia), suricata este, de asemenea, cunoscută ca îngerul soarelui și ea proteja satele de diavolul lunii sau de vârcolac despre care se credea că atacă vitele rătăcite sau sătenii singuri.

### Limbajul
S-a observat recent că strigătele suricatelor ar putea purta anumite înțelesuri, strigăte specifice indicând apropierea șerpilor, păsărilor prădătoare sau altor prădători. Modul de funcționare al acestor strigăte nu este clar încă.

### Colonii de suricate

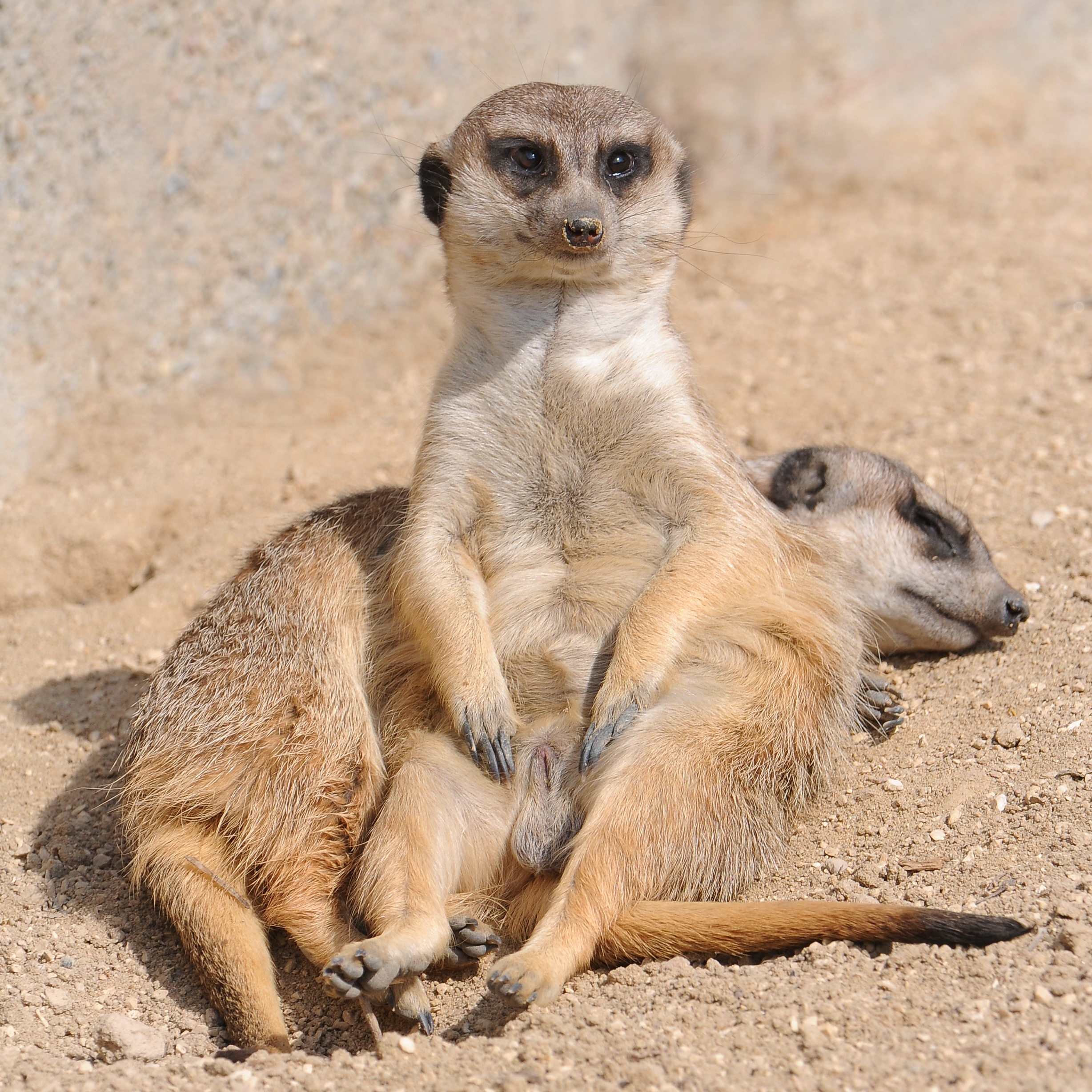
Suricate în parcul zoologic Knies Kinderzoo din Rapperswil-Jona, Elveția.

Un grup de suricate poate muri din cauza atacurilor prădătorilor, incapacității de împerechere a perechii sale alfa, foametei într-un an secetos sau bolilor epidemice.
Un nou grup de suricate ia deseori naștere atunci când femelele alungate se întâlnesc și rămân cu masculi hoinari, în căutarea oportunităților de împerechere.
Mărimea grupurilor variază. Un grup care devine supradimensionat poate necesita dispersarea pe suprafețe mari pentru a putea găsi suficientă hrană. Prin urmare, atunci când adăpostirea devine brusc necesară, membrii grupului ar putea alege vizuini diferite, rezultând în scindarea grupului.
Suricatele sunt permanent în gardă, scrutând zarea în căutarea posibilelor pericole. Se tem de păsările de pradă, fiind știut faptul că se ascund chiar și când trec avioanele pe deasupra lor.